# Stadion Levadia
Stadion Levadia – wielofunkcyjny stadion w Liwadii, w Grecji. Został otwarty w 1952 roku. Może pomieścić 5915 widzów. Swoje spotkania rozgrywa na nim drużyna APO Lewadiakos.